# Meiosquilla schmitti
Meiosquilla schmitti is een bidsprinkhaankreeftensoort uit de familie van de Squillidae. De wetenschappelijke naam van de soort is voor het eerst geldig gepubliceerd in 1955 door Lemos de Castro.